# Marius Broekmeyer
Marius Joseph Broekmeyer (Haarlem, 10 september 1927 – Amstelveen, 6 maart 2007) was een Nederlandse Oost-Europadeskundige.

## Loopbaan
Marius Broekmeyer studeerde klassieke talen, rechten, Russische geschiedenis, taal- en letterkunde. Hij was tot 1989 verbonden aan het Russische instituut, sinds 1961 Oost-Europa-instituut geheten, van de Universiteit van Amsterdam.
Vanaf de jaren 60 gold Broekmeyer als de specialist op het gebied van het Joegoslavische arbeiderszelfbestuur. Het Joegoslavië van Tito en Milovan Đilas was van het einde van de jaren 40 tot aan de verbanning van Djilas een belangrijk oriëntatiepunt voor diegenen ter linkerzijde die op zoek waren naar een alternatief voor het stalinisme. Al in 1961 schreef Broekmeyer samen met zijn vrouw Ans het boek De Joegoslavische visie. Deze publicatie werd in 1969 gevolgd door het succesvolle Arbeidersraad of ondernemersstaat dat hij samen met de journalist Igor Cornelissen schreef. Als gevolg van de studentenacties aan de universiteiten distantieerde Broekmeyer zich echter meer en meer van linkse ideologieën.
Broekmeyer stond bij het Oost-Europa-instituut bekend als iemand met een grote feitenkennis, die hij onder meer ontleende aan talrijke minutieus gelezen kranten en tijdschriften uit Joegoslavië en de Sovjet-Unie. Hij publiceerde in De Internationale Spectator en schreef in totaal drie boeken over Rusland en Stalin. In zijn laatste boek probeerde hij aan te tonen dat de Russen bewust de Duitse  inval in 1941 hebben uitgelokt, onder meer door belangrijke eenheden van het Rode Leger pal aan de grens op te stellen in plaats van meer in het achterland.
Er werd bij hem eind 2006 een niet te genezen vorm van keelkanker geconstateerd. In maart 2007 overleed hij op 79-jarige leeftijd.